# Fox-Wright-Funktion
In der Mathematik ist die Fox-Wright-Funktion, auch bekannt als Fox-Wright-Psi-Funktion (nicht zu verwechseln mit der Wright-Omega-Funktion), eine Verallgemeinerung der Verallgemeinerten Hypergeometrischen Funktion pFq(z) basierend auf den Ideen von Charles Fox (1928) und E. Maitland Wright (1935).

## Ideen von Fox und Wright
{\displaystyle {}_{p}\Psi _{q}\left[{\begin{matrix}(a_{1},A_{1})&(a_{2},A_{2})&\ldots &(a_{p},A_{p})\\(b_{1},B_{1})&(b_{2},B_{2})&\ldots &(b_{q},B_{q})\end{matrix}};z\right]=\sum _{n=0}^{\infty }{\frac {\Gamma (a_{1}+A_{1}n)\cdots \Gamma (a_{p}+A_{p}n)}{\Gamma (b_{1}+B_{1}n)\cdots \Gamma (b_{q}+B_{q}n)}}\,{\frac {z^{n}}{n!}}.}Mit dem Verändern der Normalisierung{\displaystyle {}_{p}\Psi _{q}^{*}\left[{\begin{matrix}(a_{1},A_{1})&(a_{2},A_{2})&\ldots &(a_{p},A_{p})\\(b_{1},B_{1})&(b_{2},B_{2})&\ldots &(b_{q},B_{q})\end{matrix}};z\right]={\frac {\Gamma (b_{1})\cdots \Gamma (b_{q})}{\Gamma (a_{1})\cdots \Gamma (a_{p})}}\sum _{n=0}^{\infty }{\frac {\Gamma (a_{1}+A_{1}n)\cdots \Gamma (a_{p}+A_{p}n)}{\Gamma (b_{1}+B_{1}n)\cdots \Gamma (b_{q}+B_{q}n)}}\,{\frac {z^{n}}{n!}}}wird daraus pFq(z) ür A1...p = B1...q = 1.
The Fox-Wright-Funktion ist ein Spezialfall der Fox H-Funktion (Srivastava & Manocha 1984, p. 50):{\displaystyle {}_{p}\Psi _{q}\left[{\begin{matrix}(a_{1},A_{1})&(a_{2},A_{2})&\ldots &(a_{p},A_{p})\\(b_{1},B_{1})&(b_{2},B_{2})&\ldots &(b_{q},B_{q})\end{matrix}};z\right]=H_{p,q+1}^{1,p}\left[-z\left|{\begin{matrix}(1-a_{1},A_{1})&(1-a_{2},A_{2})&\ldots &(1-a_{p},A_{p})\\(0,1)&(1-b_{1},B_{1})&(1-b_{2},B_{2})&\ldots &(1-b_{q},B_{q})\end{matrix}}\right.\right].}Ein Spezialfall der Fox-Wright-Funktion schein ein Teil der Normalisierung der Konstante der modifizierten halb-normalen Distribution mit den pdf auf {\displaystyle (0,\infty )} gegeben durch {\displaystyle f(x)={\frac {2\beta ^{\frac {\alpha }{2}}x^{\alpha -1}\exp(-\beta x^{2}+\gamma x)}{\Psi {\left({\frac {\alpha }{2}},{\frac {\gamma }{\sqrt {\beta }}}\right)}}}}, wobei {\displaystyle \Psi (\alpha ,z)={}_{1}\Psi _{1}\left({\begin{matrix}\left(\alpha ,{\frac {1}{2}}\right)\\(1,0)\end{matrix}};z\right)} die Fox-Wright-Psi-Funktion ist.

## Wright-Funktion
Die ganze Funkt {\displaystyle W_{\lambda ,\mu }(z)} wird oft als die Wright-Funktion bezeichnet. Es ist ein Spezialfall der {\displaystyle {}_{0}\Psi _{1}\left[...\right]} der Fox-Wright-Funktion. Ihre Reihenentwicklung lautet{\displaystyle W_{\lambda ,\mu }(z)=\sum _{n=0}^{\infty }{\frac {z^{n}}{n!\,\Gamma (\lambda n+\mu )}},\lambda >-1.}Diese Funktion wir oft in der Fraktionellen Infinitesimalrechnung und Stabilen Zähl-Distribution genutzt.
Drei Eigenschaften die aus Theorem 1, von Wright (1933) und 18.1(30-32) von Erdelyi, Bateman Project, Vol 3 (1955) (p.212), besagen{\displaystyle {\begin{array}{lcl}\lambda zW_{\lambda ,\mu +\lambda }(z)&=&W_{\lambda ,\mu -1}(z)+(1-\mu )W_{\lambda ,\mu }(z)&(a)\\{d \over dz}W_{\lambda ,\mu }(z)&=&W_{\lambda ,\mu +\lambda }(z)&(b)\\\lambda z{d \over dz}W_{\lambda ,\mu }(z)&=&W_{\lambda ,\mu -1}(z)+(1-\mu )W_{\lambda ,\mu }(z)&(c)\end{array}}}Gleichung (a) ist eine Rekursionsformel. (b) und (c) liefern zwei Wege, um eine Ableitung zu reduzieren. Und (c) kann aus (a) und (b) abgeleitet werden.
Einen Spezialfall von (a) ist gegeben für {\displaystyle \lambda =-\alpha ,\mu =1}. Replizieren {\displaystyle z} mit {\displaystyle -z}, so erhalten wir{\displaystyle -\alpha zW_{-\alpha ,1-\alpha }(-z)=W_{-\alpha ,0}(-z)}Zwei Notationen, {\displaystyle M_{\alpha }(z)} und {\displaystyle F_{\alpha }(z)}, werden intensiv in der Literatur genutzt:{\displaystyle {\begin{aligned}M_{\alpha }(z)&=W_{-\alpha ,1-\alpha }(-z),\\[1ex]\implies F_{\alpha }(z)&=W_{-\alpha ,0}(-z)=\alpha zM_{\alpha }(z).\end{aligned}}}

### M-Wright-Funktion
{\displaystyle M_{\alpha }(z)} ist als M-Wright-Funktion bekannt und tritt als Wahrscheinlichkeitsdichte in eine relevante Klasse von selbstähnlichen stochastischen Prozessen ein, die allgemein als zeitfraktionale Diffusionsprozesse bezeichnet werden.
Seine Eigenschaften wurden in Mainardi et al (2010) untersucht.
Durch die Stable-Count-Verteilung. {\displaystyle \alpha } ist mit dem Stabilitätsindex von Lévy verbunden {\displaystyle (0<\alpha \leq 1)}.
Ihre asymptotische Form von {\displaystyle M_{\alpha }(z)} für {\displaystyle \alpha >0} ist gegeben durch{\displaystyle M_{\alpha }\left({\frac {r}{\alpha }}\right)=A(\alpha )\,r^{(\alpha -1/2)/(1-\alpha )}\,e^{-B(\alpha )\,r^{1/(1-\alpha )}},\,\,r\rightarrow \infty ,}wobei
{\displaystyle A(\alpha )={\frac {1}{\sqrt {2\pi (1-\alpha )}}},}
{\displaystyle B(\alpha )={\frac {1-\alpha }{\alpha }}.}